# ۸ (نمایش‌نامه)

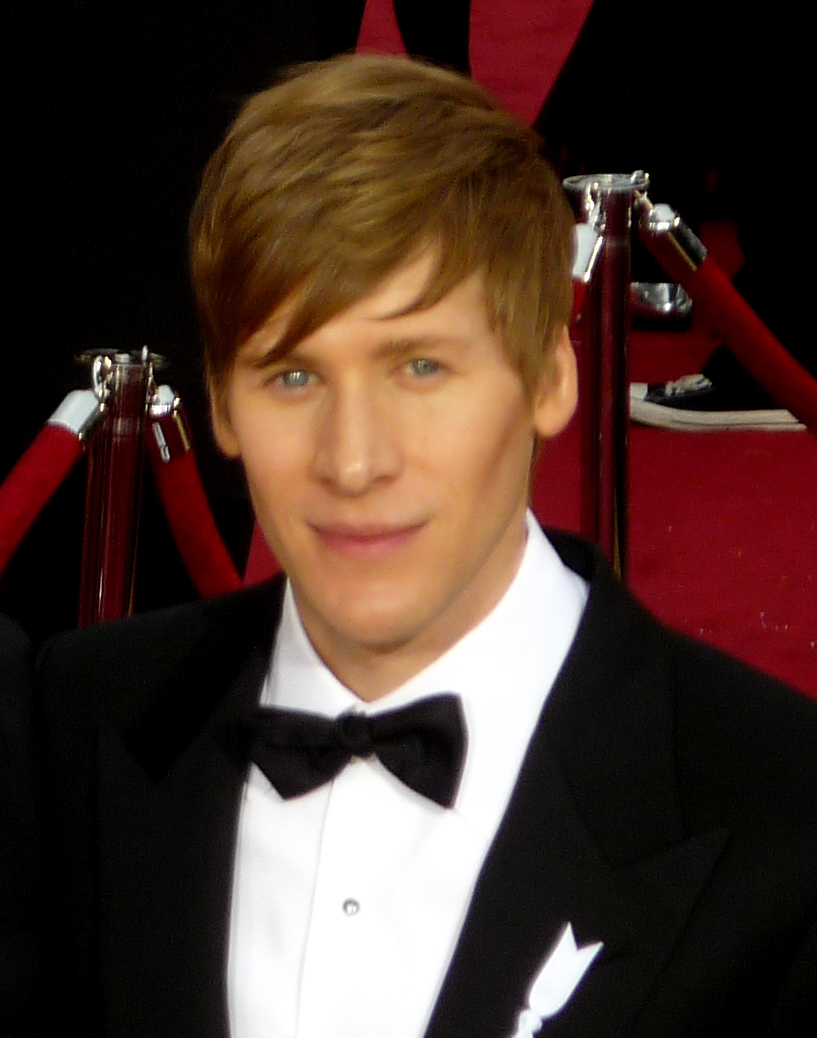
داستین لنس بلک، نویسندهٔ ۸

۸، نمایش‌نامه‌ای آمریکایی نوشتهٔ داستین لنس بلک و بازسازی دادگاه پری در برابر شوارتزنگر است. پرونده‌ای که منجر به لغو پیشنهادی کالیفرنیا ۸ شد که اصلاحیه‌ای بر ممنوعیت ازدواج همجنس‌گرایان در کالیفرنیا بود.
نمایش‌نامه براساس گزارش‌های خبرنگاران و متن‌های دادگاه نوشته شده است تا به دیگران دیدی از جریان برگزاری آن بدهد چراکه هیچ فیلمی از دادگاه اصلی منتشر نشده بود. ۸ نخستین بار در ۱۹ سپتامبر ۲۰۱۱ در تئاتر اوژن اُنیل نیویورک اجرا شد. در ۳ مارس ۲۰۱۲ اجرای آن در ابل لس آنجلس به‌طور زنده از یوتیوب پخش شد.

## شخصیت‌ها

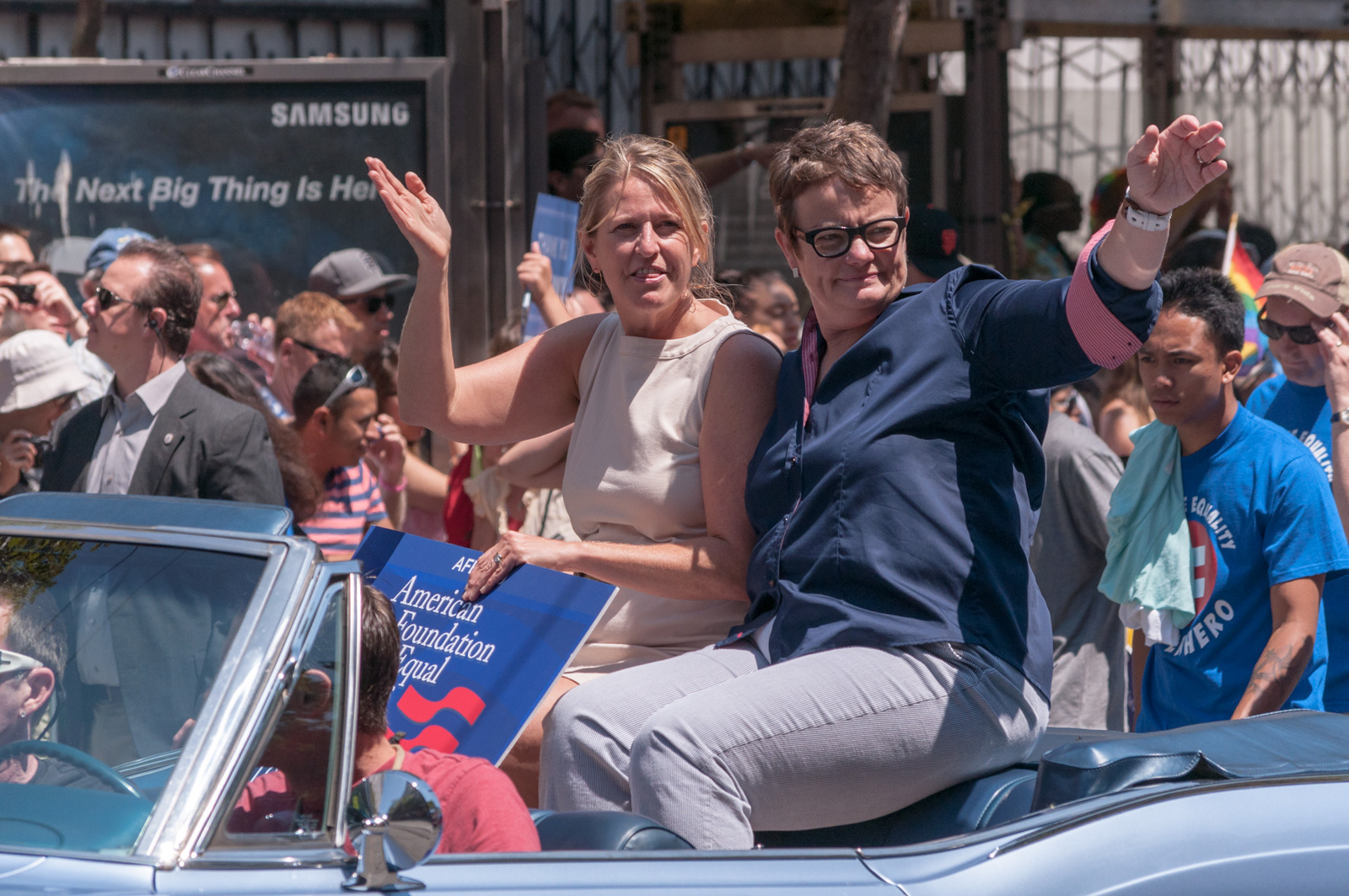
کریستین پری (راست) و ساندرا استیر (چپ) (زوجی که ممنوعیت ازدواج همجنس‌گرایان در کالیفرنیا را به چالش کشیدند) در سانفرانسیسکو

### دادگاه
- وگن آر واکر – قاضی[۱]

- برد پیت (ابل لس آنجلس)
- باب بالابان (برادوی)

- تئودور اولسون – وکیل شاکیان[۱]

- مارتین شین (ابل لس آنجلس)
- جان لیسگو (برادوی)

- دیوید بویس – وکیل شاکیان[۱]

- جرج کلونی (ابل لس آنجلس)
- مورگان فریمن (برادوی)

- چارلز جی کوپر – وکیل مدافع[۱]

- کوین بیکن (ابل لس آنجلس)
- بردلی وایتفورد (برادوی)

- منشی دادگاه[۱]

- وانسا گارسیا (ابل لس آنجلس)
- کیت شیندل (برادوی)

### شاکیان
- کریس پری[۱]

- کریستین لاتی (ابل لس آنجلس)
- کریستین لاتی (برادوی)

- سندی استیر[۱]

- جیمی لی کرتیس (ابل لس آنجلس)
- الن بارکین (برادوی)

- اسپنسر پری – پسر شاکی[۱]

- بریچر زادینا (ابل لس آنجلس)
- جی آرمسترانگ جانسون (برادوی)

- الیوت پری – پسر شاکی[۱]

- جانسن پانتیر (ابل لس آنجلس)
- بن روزنفلد (برادوی)

- جف زاریلو[۱]

- مت بامر (ابل لس آنجلس)
- مت بامر (برادوی)

- پل کاتامی[۱]

- متیو موریسون (ابل لس آنجلس)
- شاین جکسون (برادوی)

### شاهدهای شاکیان
- دکتر نانسی کات – (تاریخ ازدواج)[۱]

- یردلی اسمیت (ابل لس آنجلس)
- یردلی اسمیت (برادوی)

- دکتر گرگوری ام هرک – (طبیعت همجنس‌گرایی، گرایش جنسی)[۱]

- روری اومالی (ابل لس آنجلس)
- کی تاد فریمن (برادوی)

- دکتر ایلان میر – (استرس اقلیت، اثرات ننگ، تبعیض)[۱]

- جس فرگوسن (ابل لس آنجلس)
- آنتونی ادواردز (برادوی)

- دکتر گری سگورا – (آسیب‌پذیری همجنس‌گرایان در روند سیاسی کشور)[۱]

- جیمز پیکنز جونیور (ابل لس آنجلس)
- استفن اسپینلا (برادوی)

- رایان کندال – (جوانی که توسط والدینش مجبور به انجام تبدیل‌درمانی شده است)[۱]

- کریس کولفر (ابل لس آنجلس)
- روری اومالی (برادوی)

### شاهدان دفاع
- دیوید بلانکنهورن – (ازدواج رابطه‌ای اجتماعی–جنسی بین مرد و زن است)[۱]

- جان سی ریلی (ابل لس آنجلس)
- راب رینر (برادوی)

- ویلیام تام – (ازدواج همجنس‌گرایان منجر به چندهمسری، بچه‌خواهی و زنای با محارم می‌شود)[۱]

- جرج تاکی (ابل لس آنجلس)
- کن لئونگ (برادوی)

### شخصیت‌های دیگر
- اوان ولفسان – بنیانگذار آزادی ازدواج[۱]

- کلیو جونز (ابل لس آنجلس)
- لری کرامر (برادوی)

- مگی گلگر – رئیس سازمان ملی ازدواج، (مخالف ازدواج همجنس‌گرایان)[۱]

- جین لینچ (ابل لس آنجلس)
- جین هودیشل (برادوی)

- خبرنگار[۱]

- کمپبل براون (ابل لس آنجلس)
- کمپبل براون (برادوی)